# La Palma (Panguipulli)
La Palma es un caserío ubicado en la comuna de Panguipulli en la margen sur del Lago Panguipulli.
Aquí se encuentra la Escuela Rural Bella Vista.

## Accesibilidad y transporte
La Palma se encuentra a 18,4 km del Pirehueico a través de la Ruta 203.